# Liste der Kulturdenkmale in Zehrental
In der Liste der Kulturdenkmale in Zehrental  sind alle  Kulturdenkmale der Gemeinde Zehrental und ihrer Ortsteile aufgelistet. Grundlage ist das Denkmalverzeichnis des Landes Sachsen-Anhalt, das auf Basis des Denkmalschutzgesetzes des Landes Sachsen-Anhalt vom 21. Oktober 1991 durch das Landesamt für Denkmalpflege und Archäologie Sachsen-Anhalt erstellt und seither laufend ergänzt wurde (Stand: 31. Dezember 2024).

## Kulturdenkmale nach Ortsteilen

### Jeggel
| Lage                 | Bezeichnung | Beschreibung | Erfassungs- nummer | Ausweisungsart | Bild   |
| -------------------- | ----------- | ------------ | ------------------ | -------------- | ------ |
| Dorfstraße 2 (Karte) | Kirche      |              | 094 36411          | Baudenkmal     | Kirche |

### Bömenzien
| Lage                   | Bezeichnung           | Beschreibung                                | Erfassungs- nummer | Ausweisungsart | Bild        |
| ---------------------- | --------------------- | ------------------------------------------- | ------------------ | -------------- | ----------- |
| Dorfstraße 3 (Karte)   | Wohnhaus              | Wohnhaus                                    | 094 36625          | Baudenkmal     | Wohnhaus    |
| Dorfstraße 8 (Karte)   | Bauernhaus            |                                             | 094 36624          | Baudenkmal     | Bauernhaus  |
| Dorfstraße 10 (Karte)  | Kirche                |                                             | 094 36405          | Baudenkmal     | Kirche      |
| Dorfstraße 20 (Karte)  | Bauernhof             |                                             | 094 36623          | Baudenkmal     | Bauernhof   |
| Dorfstraße 35 (Karte)  | Bauernhof             |                                             | 094 36626          | Baudenkmal     | BW          |
| Landstraße L1          | Bunker                | Bunker 2024 als Denkmal ausgewiesen         | 094 18915          | Kleindenkmal   |             |
| Landstraße L1          | Hoheitszeichen        | Hoheitszeichen 2024 als Denkmal ausgewiesen | 094 18954          | Kleindenkmal   |             |
| Nienwalder Weg (Karte) | Grenzsicherungsanlage | Grenzsicherungsanlage                       | 107 35020          | Baudenkmal     | BW          |
| Nienwalder Weg         | Hoheitszeichen        | Hoheitszeichen 2024 als Denkmal ausgewiesen | 094 18955          | Kleindenkmal   |             |
| (Karte)                | Meilenstein           | Meilenstein                                 |                    | Kleindenkmal   | Meilenstein |

### Deutsch
| Lage                            | Bezeichnung | Beschreibung                | Erfassungs- nummer | Ausweisungsart | Bild           |
| ------------------------------- | ----------- | --------------------------- | ------------------ | -------------- | -------------- |
| Deutscher Dorfstraße (Karte)    | Kirche      |                             | 094 36407          | Baudenkmal     | Kirche         |
| Deutscher Dorfstraße 5 (Karte)  | Bauernhaus  |                             | 094 36408          | Baudenkmal     | Bauernhaus     |
| Deutscher Dorfstraße 7 (Karte)  | Bauernhaus  |                             | 094 36409          | Baudenkmal     | Bauernhaus     |
| Deutscher Dorfstraße 15 (Karte) | Bauernhof   | Deutscher Dorfstraße Nr. 15 | 094 36410          | Baudenkmal     | Weitere Bilder |

### Drösede
| Lage                  | Bezeichnung | Beschreibung | Erfassungs- nummer | Ausweisungsart | Bild |
| --------------------- | ----------- | ------------ | ------------------ | -------------- | ---- |
| Dorfstraße 18 (Karte) | Bauernhaus  |              | 094 18020          | Baudenkmal     | BW   |

### Groß Garz
| Lage                                              | Bezeichnung  | Beschreibung | Erfassungs- nummer | Ausweisungsart | Bild   |
| ------------------------------------------------- | ------------ | ------------ | ------------------ | -------------- | ------ |
| Dorfstraße (Karte)                                | Kirche       |              | 094 36406          | Baudenkmal     | Kirche |
| Hauptstraße Bahnübergang (Karte)                  | Distanzstein |              | 094 36621          | Kleindenkmal   | BW     |
| Haverländer Straße 20 alte Nummern 53, 55 (Karte) | Bauernhaus   |              | 094 36617          | Baudenkmal     | BW     |

### Lindenberg
| Lage                                  | Bezeichnung  | Beschreibung | Erfassungs- nummer | Ausweisungsart | Bild       |
| ------------------------------------- | ------------ | ------------ | ------------------ | -------------- | ---------- |
| Am Holzweg 4 (Karte)                  | Bauernhaus   |              | 094 36620          | Baudenkmal     | BW         |
| Lindenstraße (Karte)                  | Kirche       |              | 094 36412          | Baudenkmal     | Kirche     |
| Lindenstraße Abzweig Kirchweg (Karte) | Distanzstein |              | 094 36619          | Kleindenkmal   | BW         |
| Lindenstraße 20 (Karte)               | Gaststätte   |              | 094 36618          | Baudenkmal     | Gaststätte |

## Legende
In den Spalten befinden sich folgende Informationen:
- Lage: Nennt den Straßennamen und wenn vorhanden die Hausnummer des Kulturdenkmals. Die Grundsortierung der Liste erfolgt nach dieser Adresse. Der Link „Karte“ führt zu verschiedenen Kartendarstellungen und nennt die geographischen Koordinaten.
Link zu einem Kartenansichtstool, um Koordinaten zu setzen. In der Kartenansicht sind Baudenkmale ohne Koordinaten mit einem roten bzw. orangen Marker dargestellt und können in der Karte gesetzt werden. Baudenkmale ohne Bild sind mit einem blauen bzw. roten Marker gekennzeichnet, Baudenkmale mit Bild mit einem grünen bzw. orangen Marker.
- Offizielle Bezeichnung: Nennt den Namen, die Bezeichnung oder zumindest die Art des Kulturdenkmals und verlinkt, soweit vorhanden, auf den Artikel zum Objekt.
- Beschreibung: Nennt bauliche und geschichtliche Einzelheiten des Kulturdenkmals, vorzugsweise die Denkmaleigenschaften.
- Erfassungsnummer: Für jedes Kulturdenkmal wird in Sachsen-Anhalt eine 20stellige Erfassungsnummer vergeben. Die letzten zwölf Ziffern werden für die Untergliederung nach Teilobjekten genutzt und werden nur angegeben, soweit vergeben. In dieser Spalte kann sich folgendes Icon  befinden, dies führt zu Angaben zu diesem Baudenkmal bei Wikidata.
- Ausweisungsart: Die Einordnung des Denkmales nach § 2 Abs. 2 DenkmSchG LSA
- Bild: Ein Bild des Denkmales, und gegebenenfalls einen Link zu weiteren Fotos des Kulturdenkmals im Medienarchiv Wikimedia Commons. Wenn man auf das Kamerasymbol klickt, können Fotos zu Kulturdenkmalen aus dieser Liste hochgeladen werden: